# Ayşe Sultan (figlia di Ahmed III)
Ayşe Sultan (turco ottomano: عائشه سلطان, lett. "vita"; anche nota come Küçük Ayşe, ovvero Ayşe "la minore"; Costantinopoli, 10 ottobre 1715 – Costantinopoli, 9 luglio 1775) è stata una principessa ottomana, figlia del sultano Ahmed III e della consorte Emine Musli Kadın.

## Biografia

### Origini
Ayşe Sultan nacque a Costantinopoli, nel Palazzo Topkapi, il 10 ottobre 1715. Suo padre era il sultano ottomano Ahmed III, e sua madre una delle sue consorti, Emine Musli Kadın. Aveva una sorella di sangue minore, Zübeyde Sultan.
Alla nascita, venne soprannominata Küçük Ayşe, ovvero Ayşe la minore, per distinguerla da sua cugina Büyük Ayşe (Ayşe "la maggiore"), figlia di Mustafa II. 

### Matrimoni
Ayşe Sultan si sposò tre volte: 
- Il 28 settembre 1728 suo padre la fidanzò con Silahdar Kunduracızade Istanbullu Mehmed Pasha. Il matrimonio si tenne il 4 ottobre 1728, ma venne consumato solo nel 1733. Alla coppia venne assegnato il Palazzo Valide Kethüdası come residenza. Nel 1731, dopo la rivolta Patrona Halil che depose Ahmed III a favore di suo nipote Mahmud I, figlio di Mustafa II, Mehmed Pasha fu nominato prima Gran Visir e poi governatore di Aleppo. Ayşe rimase vedova nel 1738[6][7][8].
- Nel 1740, a Palazzo Ortaköy, sposò Gül Ratıb Hatip Ahmed Pasha, figlio del Gran Visir Topal Osman Pascià. Il matrimonio fu consumato nel dicembre 1742 nel Palazzo Demirkapı. I due ebbero una figlia. Nel 1744, Ahmed Pasha fu nominato governatore di Mora. Ayşe rimase vedova nel 1748[7][9].

Nel 1752, essendo morta senza figli Ayşe "la maggiore", ereditò il suo palazzo. Possedeva anche i palazzi Rami Pasha e Bahariye. 
- Il 16 gennaio 1758 sposò Silahdar Mehmed Pasha, governatore di Tirhala, al Palazzo Hekimbaşı. La sua dote era di 5 000 ducati. Ayşe odiava questo marito e si rifiutò di vivere con lui nello stesso palazzo[12][10].

### Morte
Ayşe Sultan morì il 9 luglio 1775 nel Palazzo Ortaköy. Venne sepolta nel mausoleo Turhan Sultan nella Yeni Cami. 

## Discendenza
Dal suo secondo matrimonio, Ayşe Sultan ebbe una figlia:
- Rukiye Hanımsultan (1744 - 1780). Sposò Lalazade Nuri Bey.

## Beneficenza
Ayşe Sultan creò una fondazione benefica nel 1743. Una seconda venne creata a sua nome nel 1776. Erano finanziate dalle rendite dei terreni di sua proprietà a Izmit e Ankara. 